# A2 road (England)
Die A2 ist eine Fernstraße in England, die zwischen der A3 in London-Borough (an der Kreuzung befindet sich auch die Tubestation 'Borough') und Dover verläuft. Im Gegensatz zu den anderen einstellig nummerierten A-Straßen bildet sie nicht die Grenze zwischen zwei Straßennummerierungszonen, sondern verläuft mittig durch die Zone 2. Die Grenze zwischen Zone 1 und 2 bildet der Fluss Themse. Die Führung der A2 geht auf die Kelten zurück. Die Römer bauten die Straße mit Pflastersteinen aus; ebenso errichteten sie die erste Brücke über den Medway. 1922 erhielt die Straße im Zuge der Nummerierung die Nummer 2 und Straßenklasse A.
Dover liegt an der engsten Stelle des Ärmelkanales. Entsprechend startet von dort aus eine Fährverbindung zum Festland Europas nach Calais. In Calais bildet dann die N1 nach Paris quasi die französische Fortsetzung – damit werden zwei europäische Hauptstädte miteinander verbunden.
1922 erfolgte die erste Verlegung der A2 auf eine Umgehungsstraße (Gravesend (Watling Street)), bei der sie ein Teil der B2009 road übernahm; 1924 folgte dann die erste Umgehung von Dartford. 1927 wurde die Straße A207 im südöstlichen London („Shooters Hill Road“) durch eine Umgehung, über die die A2 geführt wurde, entlastet. Es handelt sich dabei um die Straßen „Welling Way“ und „Rochester Way“. Diese sind heute keine A road mehr, da die A2 über eine weiter südliche verlaufende neuere Umgehungsstraße geführt wird. Die geplante Straße, auf der die A2 zwischen Shooters Hill Road und Rochester Way verlaufen sollte (Flucht über Long Pond Road im Park Blackheath) wurde nie gebaut, sodass die A2 ein Teil der A207 damals übernahm. Weitere Ausbauten und Umgehungen folgten ab 1968. Weiterhin bildet heute zwischen Stroot und Faversham die Autobahn M2 die Alternative für die durch die Orte führende A2.
Zwischen Rochester und Chatham wurde die A2 auf die parallel südlich verlaufende B2010 verlegt, da diese den zentralen Bereich der Orte umlief und somit vom Verkehr bevorzugt benutzt wurde.